# جيم دايموند (مغني)
جيم دايموند (بالإنجليزية: Jim Diamond)‏ هو مغني وكاتب أغاني بريطاني، ولد في 28 سبتمبر 1951 في غلاسكو في المملكة المتحدة، وتوفي في 10 أكتوبر 2015 في لندن في المملكة المتحدة.

## وصلات خارجية
- الموقع الرسمي
- جيم دايموند على موقع IMDb (الإنجليزية)
- جيم دايموند على موقع ميوزك برينز (الإنجليزية)
- جيم دايموند على موقع أول ميوزيك (الإنجليزية)
- جيم دايموند على موقع ديسكوغز (الإنجليزية)